# Cláudio Fontana
Cláudio de Toledo Fontana  (São Paulo, 3 de julho de 1962) é um ator e produtor teatral brasileiro.

## Biografia
Descendente de espanhóis e italianos, formou-se em Economia e Administração de empresas, Cláudio Fontana é também produtor teatral. Fez seis anos de teatro amador no Esporte Clube Pinheiros, em São Paulo. Antes do teatro, frequentava as aulas de atletismo como atleta. Profissionalizou-se no espetáculo Vem buscar-me que ainda sou teu, em 1990, de Carlos Alberto Soffredini, e com direção de Gabriel Vilela, espetáculo que lhe rendeu o Prêmio APETESP de ator revelação. Logo depois, fez sua primeira telenovela na TV Globo, Deus nos acuda, de Sílvio de Abreu. De lá para cá, revezou-se em trabalhos no teatro e TV.
Em teatro destacou-se em Primeiro Hamlet (2024), Estado de Sítio (2018/19) e em Boca de Ouro (2017/2018), Esperando Godot (2016/2017), Macbeth (2012), interpretando Lady Macbeth, Calígula (2008 a 2010), Adivinhe Quem Vem Para Rezar (2005/6), onde contracenou com o ator Paulo Autran e em Pólvora e Poesia (2005), de Alcides Nogueira, onde interpretou o mítico poeta Rimbaud, indicado ao Prêmio Shell de melhor ator. Fez também os sucessos A Última Sessão de Freud (2022/23), Andaime, de Sergio Roveri. Em 2011, fez "Édipo Rei", ao lado de Elias Andreato, peça que participou da Mostra Oficial do Festival de Curitiba. Em 2014, interpretou o compositor Mozart em "Um Réquiem Para Antonio", texto de Dib Carneiro Neto, direção de Gabriel Villela, ao lado também de Elias Andreato.
Em cinema filmou Broto Legal sobre a vida da cantora Celly Campello. Participou do documentário Zico, o Filme (2002), dirigido por Elizeu Ewald e I Hate Sao Paulo (1998), de Dardo Toledo Barros, que participou da Mostra Internacional de Cinema de São Paulo (2003) e Minneapolis International Film Festival (2004).
Foi apresentador do programa Globo Ecologia da TV Globo, de 1995 a 1997.
Na TV, destacou-se também em Fera Ferida, de Aguinaldo Silva. Gravou Ciranda de Pedra da TV Globo, em 2008. Em 2011 e 2012 gravou Rei Davi, minissérie da TV Record, como Jônatas. Em 2015, I Love Paraisopolis, de Alcides Nogueira e Mario Teixeira. Em 2018 gravou "Confissões Médicas", ótima série no Discovery Channel.

## Carreira

### Televisão
| Ano         | Título                      | Personagem                      | Emissora          |
| ----------- | --------------------------- | ------------------------------- | ----------------- |
| 2018        | Confissões Médicas          | Dr. Gaiotto                     | Discovery Channel |
| 2015        | I Love Paraisópolis         | Dilson                          | Rede Globo        |
| 2012        | Rei Davi                    | Jônatas                         | Rede Record       |
| 2008        | Ciranda de Pedra            | Rogério Paes de Almeida         | Rede Globo        |
| 2005        | América                     | Dado                            | Rede Globo        |
| 2004        | Seus Olhos                  | Gilson                          | SBT               |
| 2004        | Um Só Coração               | Jayme Penteado                  | Rede Globo        |
| 2004        | Meu Cunhado                 | Dr. Monteiro                    | SBT               |
| 2002        | Pequena Travessa            | Hugo                            | SBT               |
| 1999        | Ô...Coitado!                | Lixeiro                         | SBT               |
| 1999        | Tiro e Queda                | Marcelo Amarante                | Rede Record       |
| 1998        | A História de Ester         | Aridai                          | Rede Record       |
| 1997        | O Amor Está no Ar           | Caco                            | Rede Globo        |
| 1995 – 1997 | Globo Ecologia              | Apresentador                    | Rede Globo        |
| 1994        | As Pupilas do Senhor Reitor | Manuel do Alpendre              | SBT               |
| 1993        | Fera Ferida                 | Áureo Poente Pompílio de Castro | Rede Globo        |
| 1992        | Deus Nos Acuda              | Ígor Bismark                    | Rede Globo        |

### Teatro
- 2024 - Primeiro Hamlet, de William Shakespeare, direção Gabriel Villela, com Chico Carvalho e Elias Andreato
- 2022/23 - A Última Sessão de Freud, de Mark St Germain, direção de Elias Andreato
- 2018/19 - Estado de Sítio - com Elias Andreato e direção de Gabriel Villela
- 2017/2018 - Boca de Ouro - de Nelson Rodrigues, direção de Gabriel Villela, com Malvino Salvador
- 2016/2017 - Esperando Godot - de Beckett, direção de Elias Andreato
- 2014 - Um Réquiem Para Antonio- de Dib Carneiro Neto, direção de Gabriel Villela, com Elias Andreato.
- 2012 - Macbeth - de Shakespeare, direção de Gabriel Villela.
- 2011 - Édipo Rei - de Sófocles, direção de Elias Andreato.
- 2009/2010 - Calígula - de Albert Camus, direção de Gabriel Villela, com Thiago Lacerda.
- 2007/2008 - Andaime - de Sérgio Roveri, direção de Elias Andreato, com Cássio Scapin.
- 2007 - Amigas pero no mucho - de Célia Forte, direção de José Possi Neto, com Elias Andreato, Leopoldo Pacheco e Romis Ferreira.
- 2005/2006 - Adivinhe quem vem para rezar - de Dib Carneiro Neto, direção de Elias Andreato, com Paulo Autran.
- 2005 - Pólvora e poesia - de Alcides Nogueira, direção de Marcio Aurelio, com Leopoldo Pacheco
- 2002/2003 - A ponte e a água de piscina - de Alcides Nogueira, direção de Gabriel Villela, com Walderez de Barros e Vera Zimmermann.
- 2001 - Feliz ano velho - de Alcides Nogueira, direção de Paulo Betti, com Denise del Vecchio e Genézio de Barros.
- 2000 - Replay de Max Miller, direção de Gabriel Villela, com Raul Gazolla, Mateus Carrieri, Leopoldo Pacheco e Vera Zimmermann.
- 1999 - Camila Baker - de Emilio Boechat, direção de Fernando Guerreiro, com Raul Gazolla, Dalton Vigh, Mateus Carrieri e Caco Ciocler.
- 1998 - Nijinski - dança-teatro, de Daniel Rodrigues, produção de Fernando Bicudo, com Marcelo Misailidis
- 1997/1998 - Pérola - de Mauro Rasi, direção do autor, com Vera Holtz, Sergio Mamberti e Sonia Guedes.
- 1996/1997 - Uma coisa muito louca - de Flávio de Souza, direção de Enrique Diaz, com Luciana Braga, Leticia Teixeira, Ângela Dip e Romis Ferreira.
- 1996 - Mary Stuart - de Schiller, direção de Gabriel Villela, com Renata Sorrah e Xuxa Lopes.
- 1994/1995 - Traças da paixão - de Alcides Nogueira, direção de Marcio Aurelio, com Walderez de Barros.
- 1993 - A guerra santa - de Luis Alberto de Abreu, direção de Gabriel Villela, com Beatriz Segall e Umberto Magnani
- 1990/1991 - Vem buscar-me que ainda sou teu - de Carlos Alberto Soffredini, direção de Gabriel Villela, com Laura Cardoso, Xuxa Lopes e Lucinha Lins.